# Wartburgkreis
Wartburgkreis er en Landkreis i den vestlige del af Thüringen. Mod nord grænser landkredsen op mod Unstrut-Hainich-Kreis. Mod øst er naboen Landkreis Gotha, i sydøst er det Landkreis Schmalkalden-Meiningen, i syd og sydvest er den hessenske Landkreis Fulda og i vest er det de ligeledes hessenske landkredse Hersfeld-Rotenburg og Werra-Meißner-Kreis. Eisenach, som var en del af Wartburgkreis før 1. januar 1998, er delvist omringet af landkredsen. Eisenach er igen en del af Wartburgkreis fra 1. juli 2021. Indbyggertal:159.000 (2021).
Kredsen er på 1371,13 km².  Bad Salzungen er administrationsby.

## Historie
Landkredsen blev oprettet i 1994. Kredsen blev dannet af Kreis Eisenach og  Kreis Bad Salzungen samt af nogle kommuner fra Kreis Bad Langensalza. Indtil 31. december 1997 var den kredsfrie by Eisenach også en del af landkredsen. Eisenach er igen en del af Wartburgkreis fra 1. juli 2021.
Den nuværende landkreds har tidligere været delt mellem Henneberger Land, Hessen-Kassel og bispedømmet Fulda.
50°55′N 10°15′Ø / 50.92°N 10.25°Ø